# Ovidiu Dajbog-Miron
Ovidiu Dajbog-Miron – rumuński manager kultury, tłumacz przysięgły, dyrektor Rumuńskiego Instytutu Kultury w Warszawie.

## Życiorys
Uzyskał licencjat z filologii angielskiej i francuskiej na Uniwersytecie w Jassach, a następnie dwukrotny tytuł magistra w dziedzinie zarządzania kulturą na City University w Londynie oraz na Uniwersytecie w Bukareszcie. Stypendysta Rządu Rumuńskiego oraz United Nations Development Programme (Programu Narodów Zjednoczonych ds. Rozwoju).
W latach 2008–2012 dyrektor departamentu w Rumuńskim Instytucie Kultury odpowiedzialnego za monitorowanie i ocenę wydajności sieci Rumuńskich Instytutów Kultury za granicą. W latach 2015–2020 koordynator projektów dla Rumuńskiego Instytutu Kultury w Madrycie. Pracował jako producent kreatywny Europejskiej Stolicy Kultury Timișoara 2023, a w okresie od lipca 2020 r. do sierpnia 2021 r. pełnił funkcję p.o. dyrektora ds. programowych w ESK Timișoara 2023, nadzorując rozwój i wdrażanie programów kulturalnych. Od lipca 2022 dyrektor Rumuńskiego Instytutu Kultury w Warszawie. We wrześniu 2022 objął z ramienia Rumuńskiego Instytutu Kultury roczną prezydencję klastra EUNIC Warszawa.
Poza ojczystym rumuńskim, posługuje się 5 językami obcymi: angielskim, francuskim, włoskim, hiszpańskim oraz polskim. 